# Viola parvula
Viola parvula är en violväxtart som beskrevs av Vincenzo Tineo. Viola parvula ingår i släktet violer, och familjen violväxter. Inga underarter finns listade i Catalogue of Life.